# Neoeucirrhichthys maydelli
Neoeucirrhichthys
Genre
Espèce
Statut de conservation UICN

 LC  : Préoccupation mineure
Neoeucirrhichthys maydelli, unique représentant du genre Neoeucirrhichthys, est une espèce de poissons d'eau douce téléostéens de la famille des Cobitidae (ordre des Cypriniformes).

## Répartition
Neoeucirrhichthys maydelli se rencontre dans le bassin du Brahmapoutre en Inde (dans l’État d'Assam) mais a également été mentionné au Bangladesh. Ce poisson vit dans les cours d'eau peu profonds, lents et au fond sablonneux.

## Description
Neoeucirrhichthys maydelli mesure jusqu'à 36 mm, queue non comprise.

## Classification
Le genre Neoeucirrhichthys et l'espèce Neoeucirrhichthys maydelli ont été décrits en 1968 par les ichtyologistes roumains Bănărescu (1921-2009) et Nalbant (1933-2011).

## Étymologie
Le nom générique, Neoeucirrhichthys, composé du grec ancien νεός, néos, « nouveau », et du genre Eucirrhichthys, fait référence à la proximité supposée de ces deux genres.
L'épithète spécifique, maydelli, a été donnée en l'honneur du zoologiste allemand Gustav-Adolf von Maydell (d) (1919–1959) de l'université de Hambourg qui a collecté l'holotype de cette espèce.

## Publication originale
- (en) Petre M. Bănărescu et Teodor T. Nalbant, « Cobitidae (Pisces, Cypriniformes) collected by the German India expedition », Mitteilungen aus dem Hamburgischen Zoologischen Museum und Institut, vol. 65,‎ mai 1968, p. 327-351.